# Maxwell's Silver Hammer
"Maxwell's Silver Hammer" là ca khúc của ban nhạc rock người Anh The Beatles, nằm trong album Abbey Road (1969). Ca khúc được sáng tác bởi Paul McCartney và được ghi cho Lennon–McCartney. Nội dung ca khúc kể về nhân vật Maxwell Edison gây án mạng bằng một chiếc búa bạc, với phần nhịp tiết tấu khá nhanh. McCartney từng chia sẻ ca khúc này được viết trong giai đoạn tăm tối nhất của cuộc đời mình "phản ánh chân thực con người tôi khi mọi thứ ra khỏi quỹ đạo, và nó vẫn thường xuyên như vậy".
Ca khúc này vốn được thu âm cho dự án Get Back vào đầu năm 1969. Khi sản xuất Abbey Road vào tháng 7 và 8 cùng năm, ban nhạc đã thu âm ca khúc này tổng cộng 4 lần để chọn ra được bản thu ưng ý nhất. "Maxwell's Silver Hammer" cũng khiến gia tăng nhiều bất đồng trong những ngày cuối cùng của The Beatles, khi McCartney luôn tạo áp lực hoàn thiện ca khúc này. John Lennon, George Harrison và Ringo Starr đều công khai chê bai "Maxwell's Silver Hammer", đặc biệt là Starr khi ông từng thẳng thắn cho rằng đây là "buổi thu âm tệ hại nhất sự nghiệp" và là "bản thu tệ nhất mà ban nhạc từng thực hiện".

## Thành phần tham gia sản xuất
TheoIan MacDonald, Andy Babiuk, Mark Lewisohn và Philippe Margotin:
The Beatles
- Paul McCartney – hát chính và hát bè, piano, guitar điện, bộ chỉnh âm Moog.
- George Harrison – hát nền, guitar lead và guitar acoustic, bass 6-dây.
- Ringo Starr – hát nền, trống, anvil.

Nghệ sĩ khác mời
- George Martin – organ.
- Mal Evans – anvil.